# Bianca come il latte, rossa come il sangue
Pour plus de détails, voir Fiche technique et Distribution.
Bianca come il latte, rossa come il sangue est une comédie dramatique italienne de Giacomo Campiotti sortie en 2013. 

## Synopsis
Léo est un jeune lycéen fou amoureux de sa camarade de classe Béatrice , mais Béatrice tombe gravement malade, atteinte d'une leucémie . De plus, Sylvia, la meilleure amie de Léo, lui avoue qu'elle l'aime. Léo décide donc de rejeter Sylvia et de s'investir pleinement pour sauver Béatrice en donnant sa moelle osseuse... Mais hélas Léo est incompatible. Entretemps Léo se réconcilie avec son amie Sylvia. Béatrice fait croire à Léo qu'elle a trouvé un donneur pour ne plus l'inquiéter car il passe l'équivalent du baccalauréat en Italie . En réalité Béa finit par décéder et laisse à Léo son journal intime , lui expliquant pourquoi elle a agi ainsi en lui mentant et lui recommandant de sortir avec Sylvia, car elle les sait faits l'un pour l'autre.

## Fiche technique
- Titre original : Bianca come il latte, rossa come il sangue
- Titre français : Blanche comme le lait, rouge comme le sang
- Titre québécois :
- Réalisation : Giacomo Campiotti
- Scénario : Alessandro d'Avenia et Fabio Bonifacci d'après le roman Bianca come il latte, rossa come il sangue d'Alessandro d'Avenia (Editions Mondadori, Milan, 2010), paru en France sous le titre Blanche comme le lait, rouge comme le sang
- Musique : Andrea Guerra
- Direction artistique :
- Décors : Paola Bizzarri
- Costumes : Gemma Mascagni
- Photographie : Fabrizio Lucci
- Son : Mirko Guerra
- Montage : Alessio Doglione
- Production : Matilde Bernabei, Luca Bernabei
- Société(s) de production : Lux Vide
- Société(s) de distribution :  01 Distribution
- Budget :
- Pays d’origine :  Italie
- Langue originale : Italien
- Format : couleur -
- Genre : Comédie dramatique
- Durée : 102 minutes
- Dates de sortie :
- Italie : 4 avril 2013

## Distribution
- Filippo Scicchitano : Leo
- Aurora Ruffino : Silvia
- Gaia Weiss : Beatrice
- Luca Argentero : le professeur
- Romolo Guerrieri : Niko
- Gabriele Maggio : « Proteina »
- Roberto Salussoglia : « Big Mac »
- Pasquale Salerno : Jack
- Michele Codognesi : « Sparrow »
- Flavio Insinna : Ettore, le père de Leo
- Cecilia Dazzi : Angela, la mère de Leo